# Карл Фердинанд Браун
Карл Фердинанд Брàун (на немски: Karl Ferdinand Braun) е германски физик, лауреат на Нобелова награда за физика през 1909 година, която споделя с Гулиелмо Маркони за създаването на безжичната телеграфия. Известен е като изобретател на кинескопа (катодно-лъчевата тръба или Браунова тръба).

## Биография
Роден е на 6 юни 1850 година във Фулда, Германия. Завършва Марбургския университет и след това защитава докторат в Берлинския университет през 1872. От 1872 година е асистент във Вюрцбургския университет, а от 1874 е директор на „Томас Гимназиум“ в Лайпциг.
Умира на 20 април 1918 година в Бруклин, Ню Йорк.

## Научна кариера
- От 1876 година е професор по теоретична физика в Марбургския университет.
- От 1880 година е професор по физика в Страсбургския университет.
- От 1883 година е професор по физика в Технически университет в Карлсруе.
- От 1885 година е професор по експериментална физика в Тюбингенския университет.
- От 1895 година е професор по физика в Страсбургския университет и директор на Физическия институт.

## Научни разработки и открития
- През 1872 – 1874 г. открива и публикува откритието си, че кристали на природни метални сулфиди – галенит, пирит, пропускат ток само в една посока. Това откритие е използвано почти 50 години по-късно в първите радиоприемници.
- През 1897 създава първия осцилоскоп на базата на катодно-лъчева тръба.
- През 1897 започва изследвания в областта на безжичната телеграфия. Разработва нов тип предавател, в който произведената от генератора електромагнитна енергия се предава към антената посредством трансформаторна връзка. Качеството на предаването се повишава значително от включването на кондензатор към искрова междина на генератора. Чрез променлив кондензатор включен директно към антенната верига и настройването на стойността му в приемника, се постига по-добро приемане на излъчения от предавателя сигнал.
- През 1899 година получава патент за по-горе описаното откритие. Основава компания, която внедрява изобретенията му, в т. ч. и кристалния детектор.
- През 1901 година публикува изследванията си върху безжичната телеграфия в книгата „Безжична телеграфия по вода и въздух“.
- През 1902 година показва предаване и приемане на радиосигнали с различни насочени антени.
- През 1904 година показва и доказва еднаквостта на отражение и поглъщането на електромагнитните вълни и светлината, с което потвърждава еднаквият им характер и потвърждава теорията на Джеймс Максуел.

## Нобелов лауреат
През 1909 година Карл Фердинад Браун и Гулиелмо Маркони получават Нобелова награда за физика „за техния принос в развитието на безжичната телеграфия“.